# 太白故居
太白故居位於四川省江油縣（原彰明縣）青蓮鄉，文物遺址年代判定為清代。1961年7月13日公佈為四川省第二批歷史及革命文物保護單位。1980年7月7日重新公佈為四川省第一批文物保護單位。包括隴西院、粉竹樓、太白祠。